# Drilon Cenaj
Drilon Cenaj (Gjakova, Kosovo, 12 de septiembre de 1997) es un futbolista kosovo albanés nacionalizado bosnio. Juega de delantero y su actual equipo es el U.S. Salernitana 1919.

## Clubes
| Club                      | País                 | Año           |
| ------------------------- | -------------------- | ------------- |
| FK Sarajevo (Juveniles)   | Bosnia y Herzegovina | 2014-2015     |
| Chievo Verona (Juveniles) | Italia               | 2015-2016     |
| U.S. Salernitana 1919     | Italia               | 2016-presente |